# 신기포
신기포는 전라남도 신안군 흑산면 샘골에 있는 해역이다.

## 해양지명
- 제정 해양지명 : 신기포[1]
- 대표위치(WGS-84) : 34°40´50.4"N, 125°26´45.0"E
- 범위 : 전남 신안군 흑산면 샘골(대목) 34°40‘53.6”N, 125°26‘55.4”E과 34°40‘37.9”N, 125°26‘42.9”E를 연결한 해역